# Charlotte Independence II
Charlotte Independence Soccer Club II, também conhecido como Charlotte Independence II, é um clube de futebol de Rock Hill, Carolina do Sul, que compete na Divisão Sul Profunda da USL League Two . Eles são afiliados do USL Championship club Charlotte Independence . Apesar do nome semelhante e de usar o mesmo logotipo, eles são um clube pertencente e operado separadamente da equipe profissional, em vez disso apenas afiliado a eles. 
O clube foi formado após a fusão do Discoveries SC, Carolina Rapids e Lake Norman SC para formar o Charlotte Independence Soccer Club, que servirá como clube afiliado para o Charlotte Independence do USL Championship .    Eles ocuparão o lugar da liga que o Discoveries ocupava anteriormente.  Eles foram definidos para começar a jogar na temporada de 2020 USL da League Two, no entanto, a temporada foi cancelada devido à pandemia COVID-19 . 